# Karl Eduard Schnitzler
Karl Eduard Schnitzler (* 15. Oktober 1792 in Gräfrath (heute Solingen); † 6. Februar 1864 in Köln) war ein deutscher Bankier und Stammvater der Kölner Bankiersfamilie Schnitzler.

## Leben

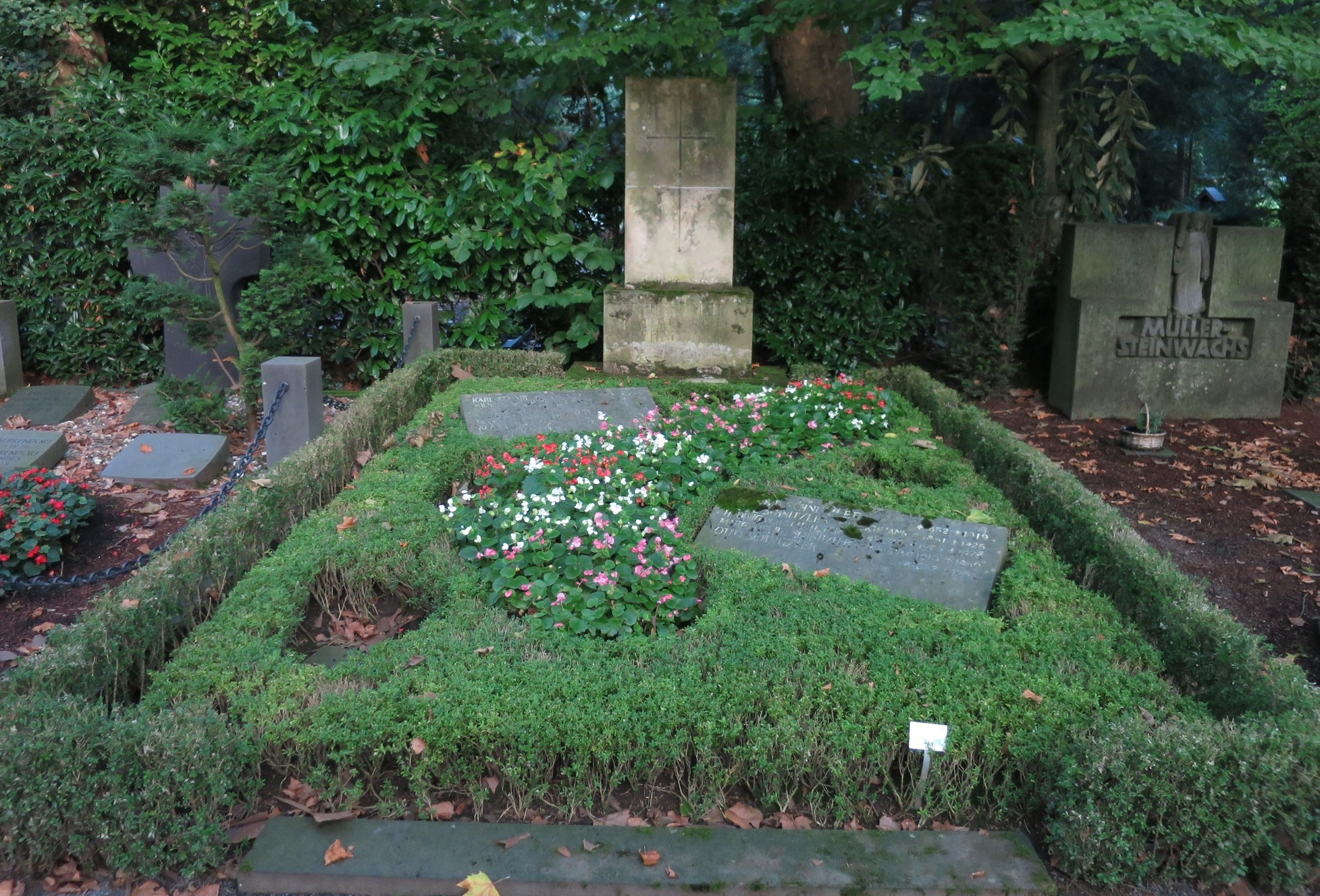
Familiengrab auf dem Kölner Friedhof Melaten

Als Sohn von Philipp Jakob Schnitzler und Wilhelmina Eickhorn wurde er am 21. Oktober 1792 in der evangelischen Kirche zu Gräfrath getauft. Er heiratete am 15. Oktober 1821 Wilhelmine Stein (* 7. März 1800 in Köln; † 25. Dezember 1865 ebenda), die Tochter des Johann Heinrich Stein, Gründer des Bankhauses J. H. Stein, und der Katharina Maria Peill. Sein Sohn Eduard Schnitzler (1823–1900) war ebenfalls Bankier und Unternehmenserbe, Sohn Robert Schnitzler (1825–1897) war preußischer Regierungsrat und Oberrechnungsrat. Seine Tochter Emilie (1822–1877) war verheiratet mit Wolfgang Müller von Königswinter.
Schnitzler war Geheimer Kommerzienrat. Dem Kölner Gemeinderat hat er mehr als ein Vierteljahrhundert, vom März 1826 bis Oktober 1851, angehört, als „tätiges, erfahrenes, einsichtsvolles Mitglied“, wie ihm bei seinem freiwilligen Austritt bezeugt wurde.
Er wurde beigesetzt im Familiengrab auf dem Kölner Friedhof Melaten (HWG, zwischen Lit. D+E).
Ein Urenkel war der DDR-Journalist Karl-Eduard von Schnitzler (1918–2001).